# My Song
My Song é uma canção do primeiro álbum solo de Jerry Cantrell, Boggy Depot, de 1998, e o segundo single do álbum. "My Song" estreou nas rádios americanas em maio de 1998, e ficou durante 21 semanas no ranking Mainstream Rock Tracks da Billboard, e atingiu a 6ª posição.

## Vídeo clipe
Um vídeo clipe dirigido por Rocky Schenck foi feito para acompanhar o single. No vídeo, Jerry Cantrell interpreta um homem que é mantido em cativeiro por uma mulher (interpretada por Ann Magnuson), que o deixa amarrado em um porão e o tortura.

## Créditos
- Jerry Cantrell - vocais, guitarra
- Rex Brown - baixo
- Sean Kinney - bateria